# Home Children

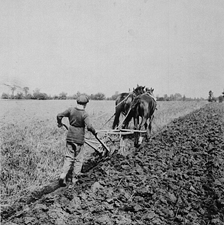
Niño arando la tierra en el Campo Industrial Dr. Barnardo, Russell, Manitoba, 1900. En el 2010, la fotografía fue reproducida en una estampilla postal canadiense conmemorativa de la emigración Children emigration.

Home Children (en español: Hogar de los niños) fue el esquema de migración infantil creado por Annie MacPherson en 1869, según el cual más de 100,000 niños fueron enviados desde el Reino Unido a Australia, Canadá, Nueva Zelanda y Sudáfrica.
Australia se disculpó por su participación en el esquema. En febrero de 2010, el Primer Ministro del Reino Unido, Gordon Brown, hizo una disculpa formal a las familias de los niños que sufrieron. El 16 de noviembre de 2009, el ministro de Inmigración de Canadá, Jason Kenney, declaró que Canadá no se disculparía con los niños migrantes.

## Historia
La práctica de enviar niños pobres o huérfanos a colonias inglesas para ayudar a aliviar la escasez de mano de obra comenzó en 1618, con el agrupamiento y transporte de cien niños vagabundos ingleses a la Colonia de Virginia. En el siglo XVIII, la escasez de mano de obra en las colonias de ultramar también fomentó el transporte de niños para trabajar en América, y un gran número de niños se vieron obligados a emigrar, la mayoría de ellos desde Escocia. Esta práctica continuó hasta que fue expuesta en 1757, luego de una acción civil contra los comerciantes y magistrados de Aberdeen por su participación en el comercio.
La Children's Friend Society se fundó en Londres en 1830 como "La Sociedad para la represión de la vagancia juvenil a través de la reforma y la emigración de niños". En 1832, el primer grupo de niños fue enviado a la Colonia del Cabo en Sudáfrica y a la Colonia del río Swan en Australia, y en agosto de 1833, 230 niños fueron enviados a Toronto y Nuevo Brunswick en Canadá.
Los principales pioneros de la migración infantil en el siglo XIX fueron la evangélica escocesa Christian Annie MacPherson, su hermana Louisa Birt y la londinense Maria Rye. Mientras trabajaba con niños pobres en Londres a fines de la década de 1860, MacPherson se horrorizó por la esclavitud infantil de la industria de cerillas y decidió dedicar su vida a estos niños. En 1870, compró un gran taller y lo convirtió en el "Hogar de la Industria", donde los niños pobres podían trabajar y ser alimentados y educados. Más tarde se convenció de que la solución real para estos niños era la emigración a un país de oportunidades y comenzó un fondo de emigración. En el primer año de operación del fondo, 500 niños, entrenados en las casas de Londres, fueron enviados a Canadá. MacPherson abrió casas de distribución en Canadá en las ciudades de Belleville y Galt en Ontario y persuadió a su hermana, Louisa, para que abriera una tercera casa en la aldea de Knowlton, a cien kilómetros de Montreal. Este fue el comienzo de una operación masiva que buscaba encontrar hogares y trabajos para 14,000 de los niños necesitados de Gran Bretaña.
Maria Rye también trabajó entre los pobres en Londres y había llegado a Ontario con 68 niños (50 de ellos de Liverpool) algunos meses antes que MacPherson, con la bendición del Arzobispo de Canterbury y el periódico The Times. Rye, quien había estado colocando a mujeres emigrantes en Canadá desde 1867, abrió su hogar en Niagara-on-the-Lake en 1869, y para comienzos de siglo llevaba alojado a unos 5,000 niños, en su mayoría niñas, en Ontario.
Los esquemas de emigración no carecían de críticas, y había muchos rumores de malos tratos a los niños por parte de sus empleadores y de la especulación de los organizadores de los esquemas, en particular de Maria Rye. En 1874, la Junta de Gobernadores de Londres decidió enviar a un representante, llamado Andrew Doyle, a Canadá para visitar los hogares y los niños y ver las condiciones en las que estaban. El informe de Doyle elogió a las mujeres y su personal, especialmente a MacPherson, diciendo que se inspiraron en los motivos más elevados, pero condenó casi todos los otros aspectos de la iniciativa. Dijo que la actitud de las mujeres al agrupar a los niños de las casas de trabajo, que según él eran en su mayoría de buena reputación, con los niños de la calle, a quienes consideraba en su mayoría ladrones, era ingenua y no había causado más que problemas en Canadá. También criticó los controles hechos a los niños después de que fueron colocados con colonos, que en el caso de Rye eran en su mayoría inexistentes.
En 1909, la sudafricana Kingsley Fairbridge, fundó la "Sociedad para el fomento de la Emigración Infantil a las colonias", que luego se transformó en la Sociedad de Emigración Infantil. El propósito de la sociedad, que más tarde se convirtió en la Fundación Fairbridge, era educar a niños huérfanos y abandonados y capacitarlos en prácticas agrícolas en escuelas agrícolas ubicadas en todo el Imperio Británico. Fairbridge emigró a Australia en 1912, donde sus ideas recibieron apoyo y aliento. Según el Informe del Trust de Niños Migrantes de la Cámara de los Comunes británica, "se estima que se enviaron unos 150,000 niños en un período de 350 años, los primeros niños migrantes registrados salieron de Gran Bretaña a la Colonia de Virginia en 1618, y el proceso no terminó finalmente hasta finales de la década de 1960". Los contemporáneos creían que todos estos niños eran huérfanos, pero ahora se sabe que la mayoría tenía padres vivos, algunos de los cuales no tenían idea del destino de sus hijos después de dejarlos en hogares de cuidado, y algunos hicieron creer que sus hijos habían sido adoptados en algún sitio de Gran Bretaña.